# Troll-elgen (film)
Troll-elgen è un film del 1927, diretto da Walter Fyrst, con Einar Tveito, basato sui romanzi Troll-elgen e Skoggangsmannen di Mikkjel Fønhus. 